# 프랑스계 아이티인
프랑스계 아이티인(프랑스어: haïtiens français)은 아이티에 사는 프랑스인 후손을 일컫는다. 주로 포르토프랭스, 서부 주 페티옹빌, 남동부 주 자크멜에 살고 주로 프랑스어, 크레올을 쓰며 주로 로마 가톨릭 신자다.
프랑스계 아이티인의 유래는 그 당시 스페인 식민지에 가까웠던 토르투가섬에 프랑스인이 머무르면서 시작했다. 17세기 말 프랑스가 이 섬을 사실상 차지한 후 1697년 레이스베이크 조약에 따라 히스파니올라섬 서부 1/3을 정식으로 통치하게 됐고 이를 ‘생도맹그’라 부른다. 그 후 대규모 설탕 플랜테이션을 통해 대규모로 정착하기 시작한다. 아프리카 노예 수입과 타이노 파괴 등으로 인구 구조가 많이 바뀌었다. 17세기 말 프랑스인은 정착자와 그 후손 숫자가 1000명을 넘음으로써 90%의 민족을 구성했지만 흑인 인구가 급격히 증가한 후 물라토도 생겼다. 18세기 말 물라토와 노예들은 생도맹그 인구 다수를 이뤘다. 생도맹그 인구 다수를 이룬 흑인들은 노예로서 설탕 생산을 했고 이로 인한 경제적 이득은 프랑스가 아이티 흑인들을 더 가혹하게 다루도록 했다.
이로 인해 노예들이 반란을 일으키자 1791년에 학살이 이뤄졌다. 아이티 혁명 후 1804년에는 백인에 대한 학살이 이뤄졌다. 이 과정에서 프랑스계 아이티인들은 죽거나 히스파니올라 섬을 떠났지만 살아남은 일부의 후손이 현재 프랑스계 아이티인을 구성하고 있다.

## 같이 보기
- 아이티 백인